# 郑阿全
郑阿全（1940年11月—），江苏武进人，中华人民共和国政治人物、外交官。

## 生平
1963年，毕业于南京大学，进入中华人民共和国外交部工作。1998年，接替李清玉担任中华人民共和国驻阿尔及利亚大使。2002年，由王旺生接任。